# Ramularia

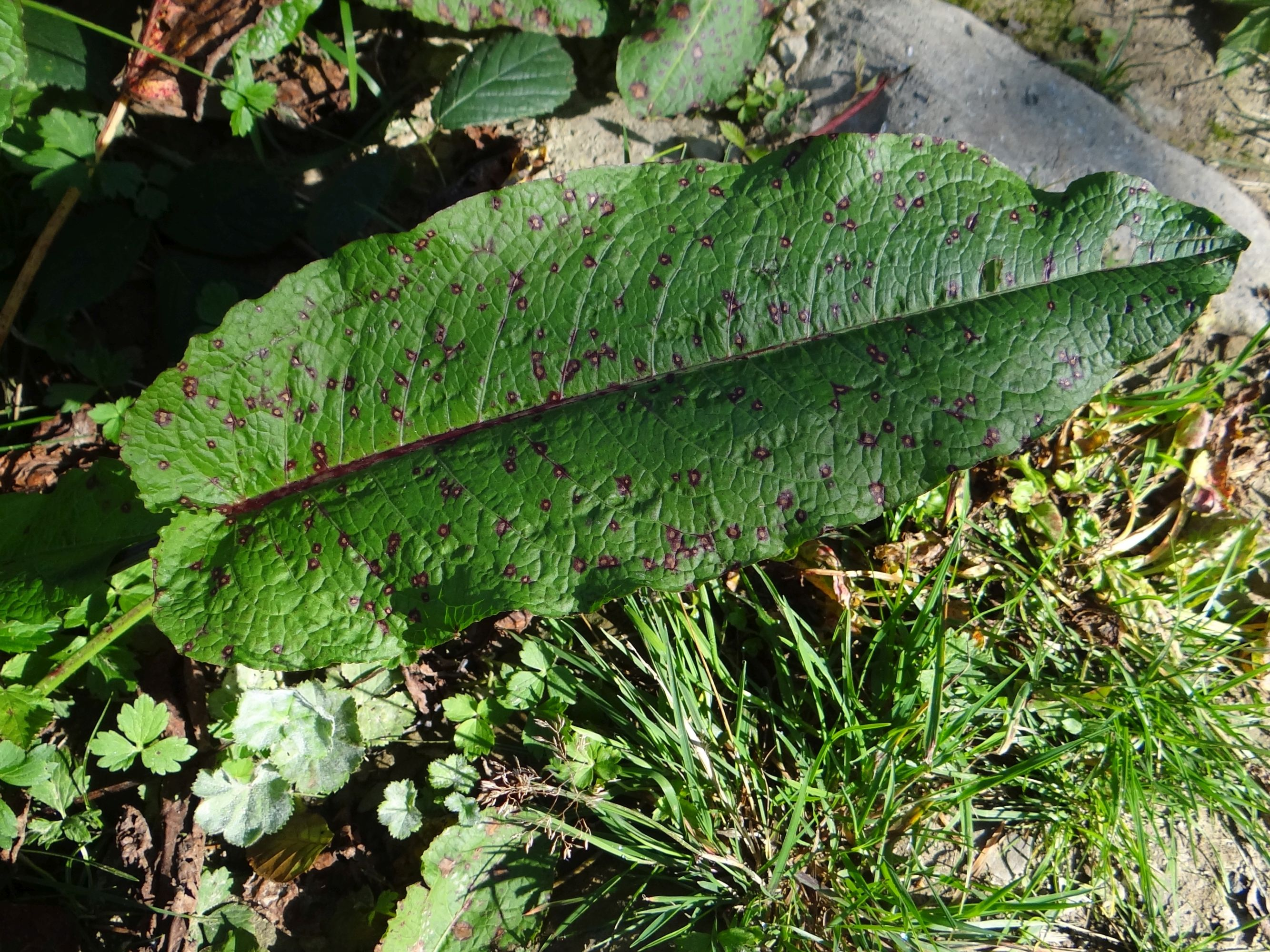
Plamy na liściu szczawiu kędzierzawego wywołane przez Ramularia rubella

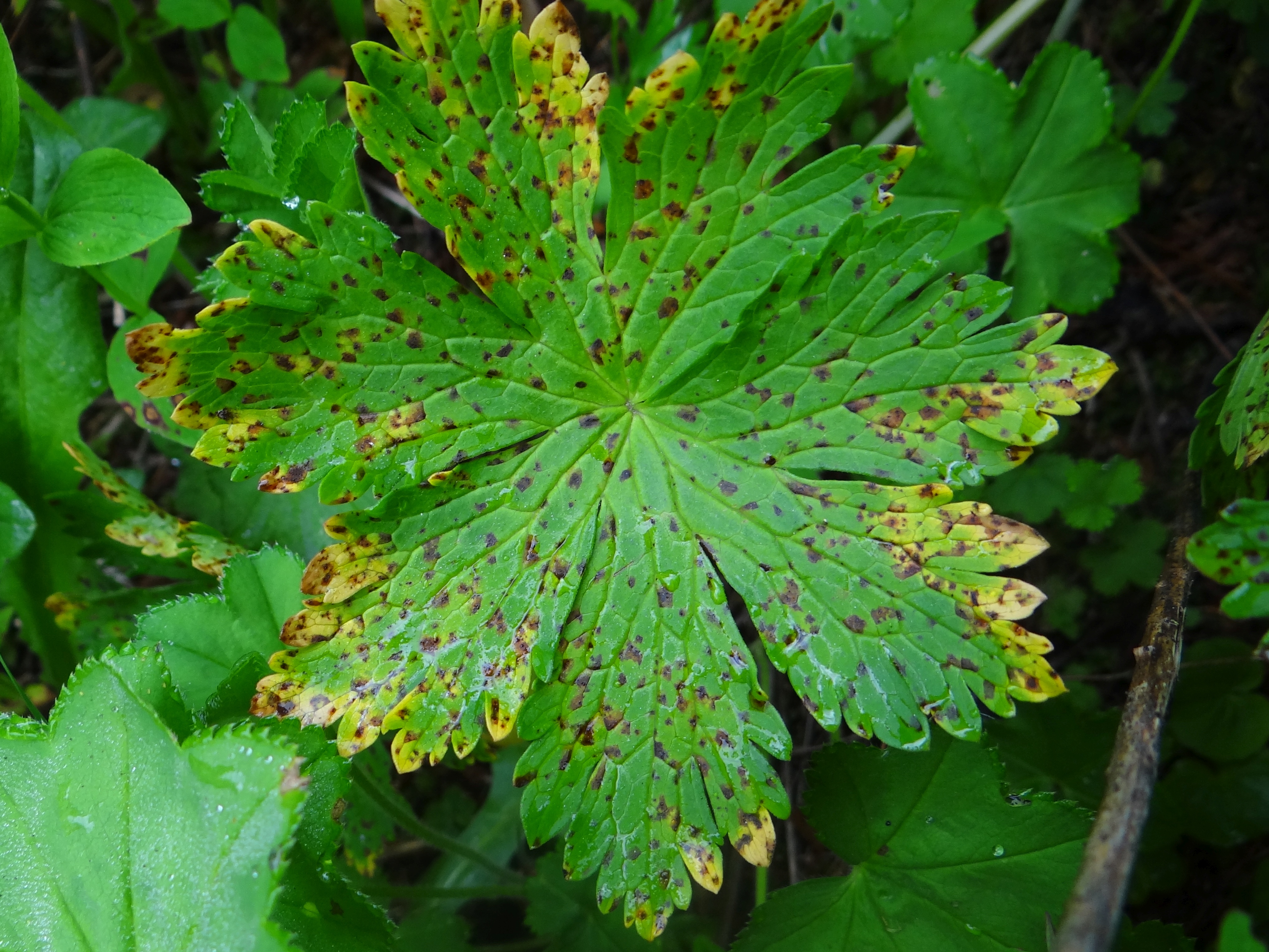
Plamy na liściu bodziszka wywołane przez Ramularia geranii

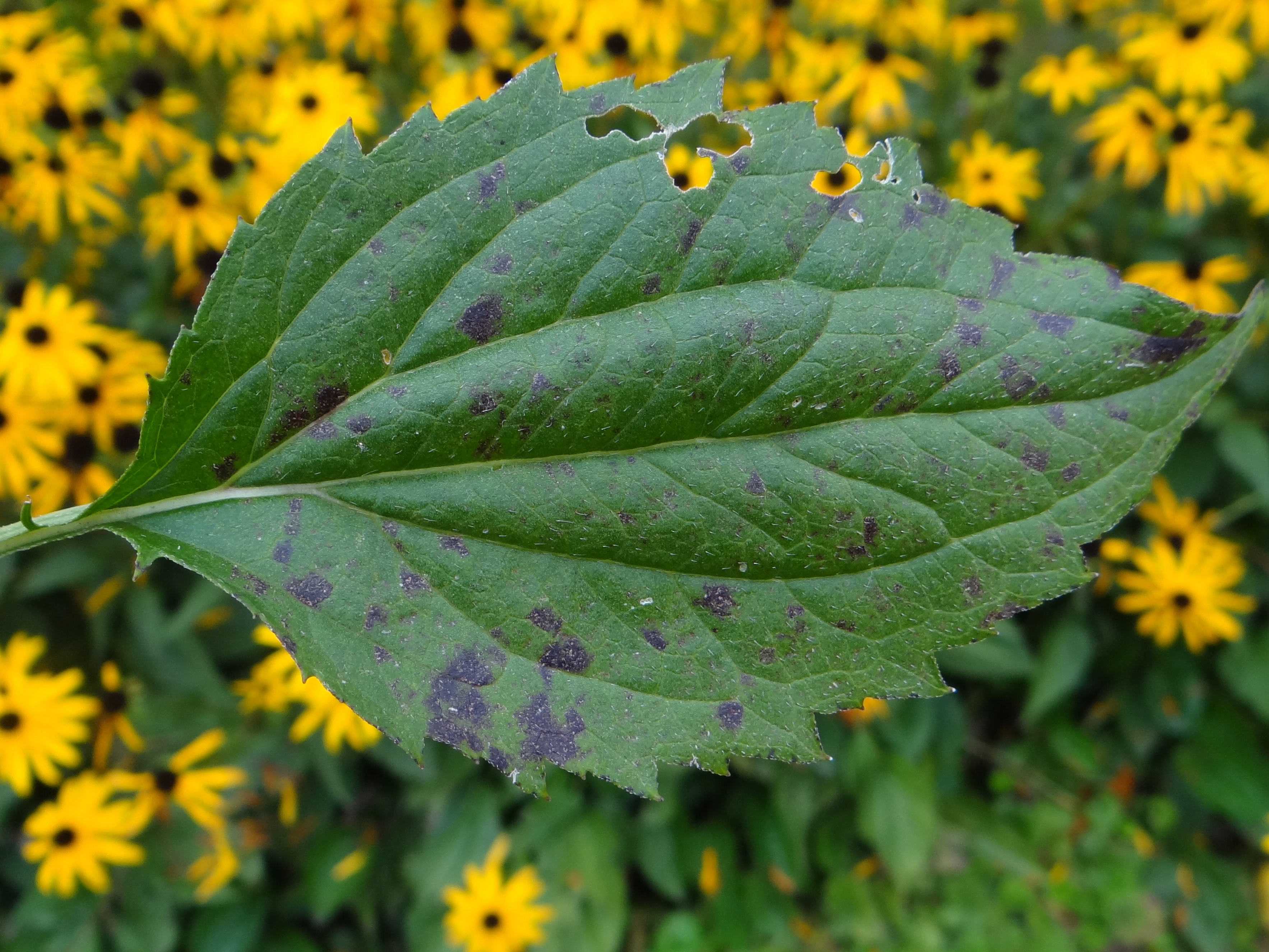
Ramularia asteris na liściu rudbekii błyskotliwej

Ramularia Unger – rodzaj grzybów z rodziny Mycosphaerellaceae. Należy do niego około 1 tysiąca gatunków, które są szeroko rozprzestrzenione na świecie i w większości pospolite, zwłaszcza w klimacie umiarkowanym. Grzyby mikroskopijne, pasożyty wywołujące plamistości liści.

## Systematyka i nazewnictwo
Pozycja w klasyfikacji według Index Fungorum: Mycosphaerellaceae, Mycosphaerellales, Dothideomycetidae, Dothideomycetes, Pezizomycotina, Ascomycota, Fungi.
Synonimy: Acrotheca Fuckel
Didymaria Corda
Gomphinaria Preuss
Isariopsella Höhn.
Ophiocladium Cavara
Ovularia Sacc.
Pseudovularia Speg.
Ramularia Sacc.
Septocylindrium Bonord. ex Sacc.
Tapeinosporium Bonord.

## Morfologia i rozwój
Gatunki rodzaju Ramularia są endobiontami, ich grzybnia rozwija się głównie w tkankach liści. Czasami, zwłaszcza w okolicy aparatów szparkowych tworzy podkładki. Objawem porażenia rośliny są plamy. Ich wielkość, kształt i barwa zależą w dużej mierze od środowiska i od gatunku porażonej rośliny. W obrębie plam powstaje nalot zazwyczaj składający się z konidioforów i zarodników, rzadziej z grzybni wegetatywnej. Zazwyczaj jest biały, rzadziej czerwony i tworzy się najczęściej na dolnej stronie liści, ale czasami na górnej, lub na obydwu.
Konidiofory są hialinowe, jedno lub wielokomórkowe, pojedyncze, rzadko rozgałęzione. Przeważnie tworzą pęczki wydostające się na zewnątrz rośliny przez jej rozerwaną skórkę rośliny, lub przez szparki. Na szczycie trzonków znajdują się komórki konidiotwórcze. Konidiogeneza typu holoblastycznego: ściana komórki konidiotwórczej uwypukla się na zewnątrz, a następnie powstające konidium zostaje odcięte przegroda. Następuje rozszczepienie ściany odgraniczającej i połowa zawartości komórki przechodzi do zarodnika a druga – pozostaje na szczycie komórki konidiotwórczej. Po oderwaniu się konidiów na konidioforach pozostają wyraźne, lekko zgrubiałe i ciemne blizny. Po wytworzeniu zarodnika nowa oś konidioforu wyrasta bocznie (proliferacja sympodialna).
W zależności od sposobu powstawania są 2 rodzaje konidiów:
- tworzące się pojedynczo. Wówczas są 1- lub 2-komórkowe, o kształcie od owalno-elipsoidalnego do niemal kulistego,
- tworzące się w łańcuszkach. Wówczas są 1-5-komórkowe, o kształcie cylindrycznym, elipsoidalnym lub wrzecionowatym[2].

Grzyby z rodzaju Ramularia porażają najczęściej rośliny okrytonasienne, ale czasami także paprocie, a niektóre gatunki są nadpasożytami atakującymi grzyby z rzędu Uredinales. Optymalne warunki rozwoju mają w miejscach wilgotnych i zacienionych. Konidiogeneza następuje przy dużej wilgotności powietrza i umiarkowanej temperaturze. Gdy roślina żywicielska kończy wegetację, lub następują pierwsze przymrozki, grzybnia Ramularia tworzy sklerocja lub owocniki typu perytecjum, niektóre gatunki mogą też przezimować w postaci grzybni. W zależności od tego dzieli się je na 3 grupy:
- Asco-Ramularia – gatunki tworzące jesienią perytecja,
- Sclerotio-Ramularia – gatunki zimujące w postaci sklerocjów, na których wiosną rozwijają się zarodniki i trzonki konidialne,
- Deutero-Ramularia – gatunki zimujące w postaci grzybni i konidiów[4].

Wiosną na obumarłych częściach roślin niektóre gatunki Ramularia mogą rozmnażać się płciowo tworząc worki z bazydiosporami. Znane dotychczas formy płciowe (teleomorfy) należą do rodzaju Mycosphaerella. Teleomorfy są saprotrofami odżywiającymi się martwą materia organiczną, formy bezpłciowe (anamorfy) są obligatoryjnymi pasożytami.

## Gatunki występujące w Polsce
- Ramularia acris Lindr. 1902
- Ramularia adoxae (Rabenh.) P. Karst. 1884
- Ramularia aequivoca (Ces.) Sacc. 1881
- Ramularia agrestis Sacc. 1882
- Ramularia agrimoniae Sacc. 1896
- Ramularia ajugae (Niessl) Sacc. 1882
- Ramularia alismatis Fautrey 1890
- Ramularia alnicola Cooke 1885
- Ramularia anagallidis Lindr. 1902
- Ramularia anchusae C. Massal. 1894
- Ramularia angelicae Höhn. 1903
- Ramularia anthemidis Hollós 1907
- Ramularia aplospora Speg. 1879
- Ramularia archangelicae Lindr. 1902
- Ramularia ari Fautrey 1892
- Ramularia armoraciae Fuckel 1870
- Ramularia aromatica (Sacc.) Höhn. 1905
- Ramularia asplenii Jaap 1915[5]
- Ramularia asteris (W. Phillips & Plowr.) Bubák 1908
- Ramularia atropae Allesch. 1892
- Ramularia barbareae Peck 1897
- Ramularia bartsiae Johanson 1884
- Ramularia beccabungae Fautrey 1892
- Ramularia bellunensis Speg. 1879
- Ramularia betae Rostr. 1899
- Ramularia beticola Fautrey & Lambotte 1897
- Ramularia bistortae Fuckel 1870
- Ramularia bosniaca Bubák 1903[5]
- Ramularia caduca (W. Voss) U. Braun 1992
- Ramularia calcea (Desm.) Ces. 1852
- Ramularia cardamines Syd. & P. Syd. 1903
- Ramularia cardui P. Karst. 1887
- Ramularia carneola (Sacc.) Nannf. 1950
- Ramularia cerinthes Hollós 1909
- Ramularia cervina Speg. 1879[5]
- Ramularia chaerophylli Ferraris 1902
- Ramularia chalcedonica Allesch. 1894[5]
- Ramularia chamaedryos (Lindr.) Gunnerb. 1967
- Ramularia cicutae P. Karst. 1884
- Ramularia cirsii Allesch. 1892
- Ramularia coccinea Dearn. & Bisby 1929[5]
- Ramularia cochleariae Cooke 1883
- Ramularia coleosporii Sacc. 1880 1
- Ramularia concomitans Ellis & Holw. 1888[5]
- Ramularia coriandri Moesz & Smarods 1930
- Ramularia crassiuscula (Unger) U. Braun 1988
- Ramularia crepidis Ellis & Everh. 1888
- Ramularia cupulariae Pass. 1876
- Ramularia curvula Fautrey 1895[5]
- Ramularia cylindroides Sacc. 1882
- Ramularia cynarae Sacc. 1879
- Ramularia cynoglossi Lindr. 1902
- Ramularia deusta (Fuckel) Karak. 1937
- Ramularia didyma Unger 1833
- Ramularia didymarioides Briosi & Sacc. 1892
- Ramularia doronici Pass. & Thüm. 1881[5]
- Ramularia echii Bondartsev 1921[5]
- Ramularia endophylla Verkley & U. Braun 2004
- Ramularia epilobiana (Sacc. & Fautrey) B. Sutton & Piroz. 1963
- Ramularia evanida (J.G. Kühn) Sacc. 1886
- Ramularia fagopyri Abramov ex U. Braun 1991
- Ramularia filaris Fresen. 1863
- Ramularia galegae Sacc. 1882
- Ramularia galii Chevassut 1992
- Ramularia gei (A.G. Eliasson) Lindr. 1902
- Ramularia geranii (Westend.) Fuckel 1870
- Ramularia glechomatis U. Braun 199
- Ramularia gnaphalii (P. Syd.) Karak. 1937
- Ramularia grevilleana (Tul. & C. Tul. ex Oudem.) Jørst. 1945
- Ramularia haplospora Speg. 1880
- Ramularia heraclei (Oudem.) Sacc. 1886
- Ramularia inaequalis (Preuss) U. Braun 1998
- Ramularia interstitialis (Berk. & Broome) Gunnerb. & Constant. 1991
- Ramularia jubatskana (Sacc.) U. Braun 1993
- Ramularia karakulinii N.P. Golovina 1964
- Ramularia keithii Massee 1893
- Ramularia lactea (Desm.) Sacc. 1882
- Ramularia lamii Fuckel 1870
- Ramularia lamiicola C. Massal. 1890
- Ramularia lapsanae (Desm.) Sacc. 1881
- Ramularia libanotidis Bubák 1907[5]
- Ramularia linariae Baudyš & Picb. 1924[5]
- Ramularia lychnidicola Cooke 1885
- Ramularia lysimachiae Thüm. 1874
- Ramularia macrospora Fresen. 1863
- Ramularia macularis (J. Schröt.) Sacc. & P. Syd. 1899
- Ramularia major (Unger) U. Braun 1988
- Ramularia marrubii C. Massal. 1889[5]
- Ramularia matricariae Antok. ex Vassiljevsky & Karak. 1937[5]
- Ramularia minutissima (P. Syd.) U. Braun 1988
- Ramularia mulgedii (Bubák) Bubák 1916[5]
- Ramularia obducens Thüm. 1881
- Ramularia oreophila Sacc. 1881
- Ramularia parietariae Pass. 1876
- Ramularia picridis Fautrey & Roum. 1892
- Ramularia polygalae (J. Schröt.) Sacc. & P. Syd. 1899[5]
- Ramularia pratensis Sacc. 1882
- Ramularia primulae Thüm. 1878
- Ramularia pseudomaculiformis (Desm.) Rossman & W.C. Allen 2016
- Ramularia pusilla Unger 1833
- Ramularia rhabdospora (Berk. & Broome) Nannf. 1950
- Ramularia rhaetica (Sacc. & G. Winter) Jaap 1917[5]
- Ramularia rhei Allesch. 1896
- Ramularia rigidula (Delacr.) Nannf. 1950
- Ramularia rosea Sacc. 1882
- Ramularia rubella (Bonord.) Nannf. 1950
- Ramularia rumicis Kalchbr. & Cooke 1880[5]
- Ramularia sambucina Sacc. 1882
- Ramularia saxifragae (Syd. ex J. Schröt.) Sacc. 1899
- Ramularia schulzeri Bäumler 1888
- Ramularia scrophulariae Fautrey & Roum. 1891
- Ramularia senecionis (Berk. & Broome) Sacc. 1886
- Ramularia simplex Pass. 1882
- Ramularia sparganii Lindr. 1902
- Ramularia spiraeae Peck 1884
- Ramularia spiraeae-arunci Sacc. 1892
- Ramularia stachydis (Pass.) C. Massal. 1889
- Ramularia succisae Sacc. 1882
- Ramularia tanaceti Lind 1905
- Ramularia taraxaci P. Karst. 1884
- Ramularia thesii Syd. 1890
- Ramularia triboutiana (Sacc. & Letendre) Nannf. 1950
- Ramularia tricherae Lindr. 1902
- Ramularia ulmariae Cooke 1876
- Ramularia uredinearum Hulea[5]
- Ramularia uredinis (W. Voss) Sacc. 1886
- Ramularia urticae Ces. 1863
- Ramularia valerianae (Speg.) Sacc. 1882
- Ramularia variabilis Fuckel 1870
- Ramularia veronicae Fuckel 1870
- Ramularia winteri Thüm. 1881

Nazwy naukowe na podstawie Index Fungorum. Wykaz gatunków występujących w Polsce według Mułenki i in.